# Belgrade Open 2021
Il Belgrade Open 2021 è stato un torneo di tennis giocato su campi in terra rossa facente parte dell'ATP Tour 250, nell'ambito dell'ATP Tour 2021. È stata l'unica edizione dell'evento, organizzato con una licenza valida solo per il 2021. Si è giocato dal 22 al 29 maggio al Novak Tennis Center di Belgrado, in Serbia. Sugli stessi campi si era disputato tra il 19 e il 25 aprile dello stesso anno il Serbia Open 2021 maschile, il cui torneo femminile si è tenuto tra il 17 e il 23 maggio, la settimana prima del Belgrade Open.

## Partecipanti al singolare
| Nazione   | Giocatore           | Ranking | Testa di serie* |
| --------- | ------------------- | ------- | --------------- |
| Serbia    | Novak Đoković       | 1       | 1               |
| Francia   | Gaël Monfils        | 14      | 2               |
| Georgia   | Nikoloz Basilašvili | 31      | 3               |
| Francia   | Adrian Mannarino    | 37      | 4               |
| Serbia    | Dušan Lajović       | 40      | 5               |
| Serbia    | Filip Krajinović    | 41      | 6               |
| Serbia    | Miomir Kecmanović   | 47      | 7               |
| Argentina | Federico Delbonis   | 50      | 8               |

* Ranking al 17 maggio 2021.

### Altri partecipanti
I seguenti giocatori hanno ottenuto una wild card per il tabellone principale:
- Peđa Krstin
- Hamad Medjedovic
- Marko Topo

I seguenti giocatori sono passati dalle qualificazioni:

- Roberto Carballés Baena
- Andrej Martin
- Alex Molčan
- Christopher O'Connell

I seguenti giocatori sono entrati nel tabellone come alternate:
- Federico Coria

### Ritiri
Prima del torneo
- Pablo Andújar → sostituito da  Federico Coria
- Laslo Đere → sostituito da  Mats Moraing
- Filip Krajinović → sostituito da  Lukáš Klein

## Partecipanti al doppio

### Teste di serie
| Nazione | Giocatore         | Nazione | Giocatore         | Ranking* | Testa di serie |
| ------- | ----------------- | ------- | ----------------- | -------- | -------------- |
| India   | Rohan Bopanna     | Croazia | Franko Škugor     | 73       | 1              |
| Francia | Fabrice Martin    | Monaco  | Hugo Nys          | 86       | 2              |
| Uruguay | Ariel Behar       | Ecuador | Gonzalo Escobar   | 98       | 3              |
| Brasile | Marcelo Demoliner | Messico | Santiago González | 105      | 4              |

* Ranking al 18 maggio 2021.

### Altri partecipanti
Le seguenti coppie hanno ricevuto una wildcard per il tabellone principale:
- Hamad Međedović /  Marko Tepavac
- Ivan Sabanov /  Matej Sabanov

### Ritiri
Prima del torneo
- Rajeev Ram /  Joe Salisbury → sostituiti da  Roberto Carballés Baena /  Federico Coria

## Punti e montepremi

### Punti
| Evento             | V   | F   | SF | QF | 2T   | 1T | Q    | Q2   | Q1   |
| Singolare maschile | 250 | 150 | 90 | 45 | 20   | 0  | 12   | 6    | 0    |
| Doppio maschile    | 250 | 150 | 90 | 45 | N.D. | 0  | N.D. | N.D. | N.D. |

### Montepremi
| Evento             | V       | F       | SF      | QF      | 2T     | 1T     | Q2     | Q1     |
| Singolare maschile | 78795 $ | 46290 $ | 27290 $ | 15595 $ | 9025 $ | 5275 $ | 2580 $ | 1340 $ |
| Doppio maschile    | 27140 $ | 14620 $ | 8300 $  | 4740 $  | N.D.   | 2790 $ | N.D.   | N.D.   |

## Campioni

### Singolare maschile
Novak Đoković ha sconfitto in finale  Alex Molčan con il punteggio di 6-4, 6-3.
- È l'ottantatreesimo titolo in carriera per Đoković, il secondo della stagione.

### Doppio maschile
Jonathan Erlich /  Andrėj Vasileŭski hanno sconfitto in finale  André Göransson /  Rafael Matos con il punteggio di 6-4, 6-1.